# George W. Byers
George W. Byers, född den 16 maj 1923 i Washington, D.C., död den 1 januari 2018 i Lawrence, Kansas, var en amerikansk entomolog som specialiserade sig i tvåvingar. Under större delen av sin karriär var han verksam vid University of Kansas, där han var chef för Snow Entomological Museum vid sin pensionering 1988.